# Пшисека (Любуське воєводство)
Пшисека (пол. Przysieka) — село в Польщі, у гміні Звежин Стшелецько-Дрезденецького повіту Любуського воєводства.
Населення — 206 осіб (2011).
У 1975-1998 роках село належало до Гожовського воєводства.

## Демографія
Демографічна структура станом на 31 березня 2011 року:
|          | Загалом | Допрацездатний вік | Працездатний вік | Постпрацездатний вік |
| -------- | ------- | ------------------ | ---------------- | -------------------- |
| Чоловіки | 109     | 25                 | 77               | 7                    |
| Жінки    | 97      | 16                 | 61               | 20                   |
| Разом    | 206     | 41                 | 138              | 27                   |